# Niewidzialny świat
Niewidzialny świat (tytuł oryginalny: Botë e padukshme) – albański film fabularny z roku 1987 w reżyserii Kristaqa Dhamo.

## Opis fabuły
Film opowiada o losach młodej lekarki Besmiry, która pracuje w małej przychodni na prowincji i próbuje walczyć z przesądami miejscowej ludności, przekonując ją do konieczności regularnych szczepień.
Film realizowano w Tiranie.

## Obsada
- Eva Alikaj jako Ilona
- Roza Anagnosti jako Besmira
- Shkëlqim Basha jako mąż Besmiry
- Vangjel Heba jako dr Sokrat
- Robert Ndrenika jako Iliaz
- Stavri Shkurti jako inż. Gani
- Aleksandër Pogaçe jako nauczyciel Theofan
- Minella Borova jako Kristofor
- Kristaq Skrami jako Gjergji
- Elida Janushi jako dr Nora
- Andon Qesari jako wiceminister
- Sotiraq Bratko
- Flutura Godo
- Nertila Koka
- Mimika Luca jako Leni
- Ilia Shyti

## Nagrody i wyróżnienia
W 1987 film został wyróżniony nagrodą Aleksandra Moisiu.